# Aeropuerto de Puerto Rico (Bolivia)
Aeropuerto de Puerto Rico (IATA: PUR, OACI: SLPR) es un aeropuerto público que da servicio a Puerto Rico, en el Departamento de Pando de Bolivia. El extremo occidental de la pista funciona como una calle de la ciudad.